# World Trade Center San Salvador
 World Trade Center San Salvador (WTCSS) es un complejo de edificios ubicado en San Salvador, El Salvador. Se compone de 3 torres: dos de 8 pisos, cada una con 13,000m² de área rentable para oficinas y la Torre Futura de 14 pisos y 5 pisos de estacionamientos, la inauguración de una cuarta torre llamada Quattro  en 2017, con 12 pisos de los cuales 5 son para parqueo y 7 para oficinas. El complejo ha conservado un 100% de ocupación por compañías multinacionales, embajadas y empresas de prestigio. El Salvador, junto a Guatemala y Panamá, son los únicos países que disponen de un World Trade Center en la región Centroamericana.

El complejo del WTCSS se compone los siguientes elementos principales:
1. WTC I
2. WTC II
3. Torre Futura (WTC III)
4. Torre Quattro (WTC IV)
5. Plaza Futura
6. Interconexión con Hotel Crowne Plaza y sus centros de convenciones
7. Plaza Hotel & Suites
8. Cinco niveles de estacionamientos con capacidad para más de 1,100 vehículos

## Torres World Trade Center I y II
Desde 1999 es el primer centro de negocios de El Salvador. el complejo empresarial World Trade Center, Torre I, cuenta con 6,000 m².
La Torre II del World Trade Center, cuenta con 13,000 m² de oficinas con acabados de primera calidad y tecnología de punta.
Entre las empresas presentes están: Microsoft, Ericsson, Kawasky Show Music, BID, Mitsubishi Corporation, AMCHAM, Embajada de Japón y Banco Promerica.

## Torre Futura
Colocada al 100% Torre Futura fue inaugurada el 1 de diciembre del 2009. 15,000 m² de espacio de oficinas de primera calidad y más de 1,000 plazas de parque conforman la Torre Futura.
Entre los inquilinos del edificio se encuentran: Organización de Estados Americanos OEA, Banco Mundial, Embajada de Corea, Agencia de Cooperación Japonesa (JICA) y la Agencia de Cooperación Coreana (KOICA) y La Embajada Británica.

## Torre Quattro
Grupo Agrisal concluyó la expansión del complejo World Trade Center con una nueva Torre por 19 mdd llamada QUATTRO. La nueva torre consta de 12 niveles: siete niveles para oficinas y cinco para estacionamientos, de acuerdo con la información proporcionada por representantes del grupo empresarial. La obra dispone de 9,000 m² de área para oficinas y 500 estacionamientos. Con la adición de este espacio, el WTC de San Salvador se expandirá hasta alcanzar cerca de 40,000 m² de área útil de oficinas y más de 2,000 estacionamientos.

## Plaza Futura
Fue inaugurada el 1 de diciembre de 2009 junto con la Torre Futura. Integra de forma armoniosa detalles naturales que juegan con la arquitectura del complejo.
Cuenda con más de 25 locales comerciales, siendo un 56% de ellos una exclusiva oferta gastronómica, con una de las vistas más espectaculares de la ciudad, en un ambiente especial para compartir en familia o amigos.